# Hanne Krogstad
Hanne Krogstad Jenssen (ur. 1963) – norweska biegaczka narciarska, czterokrotna medalistka mistrzostw świata juniorów.

## Kariera
W 1981 roku wystąpiła na mistrzostwach świata juniorów w Schonach, gdzie zajęła drugie miejsce w biegu na 5 km techniką klasyczną, przegrywając tylko ze swą rodaczką, Anne Jahren. Ponadto wspólnie z Jahren i Niną Skeime zwyciężyła w sztafecie. Na rozgrywanych rok później mistrzostwach świata juniorów w Murau była najlepsza w sztafecie i w biegu na 5 km. W zawodach Pucharu Świata jedyne punkty zdobyła 9 grudnia 1983 roku w Reit im Winkl, gdzie zajęła 13. miejsce w biegu na 5 km. W klasyfikacji generalnej sezonu 1983/1984 zajęła ostatecznie 41. miejsce. Nigdy nie wystąpiła na mistrzostwach świata i igrzyskach olimpijskich.

## Osiągnięcia

### Mistrzostwa świata juniorów
| Miejsce | Dzień     | Rok  | Miejscowość | Konkurs                | Wynik    | Strata | Zwyciężczyni |
| ------- | --------- | ---- | ----------- | ---------------------- | -------- | ------ | ------------ |
| 2.      | 13 lutego | 1981 | Schonach    | 5 km stylem klasycznym | 17:27,88 | +2,81  | Anne Jahren  |
| 1.      | ? lutego  | 1981 | Schonach    | Sztafeta 3x5 km        | 52:12,54 | -      | -            |
| 1.      | ? marca   | 1982 | Murau       | 5 km stylem klasycznym | 14:07,4  | -      | -            |
| 1.      | ? marca   | 1982 | Murau       | Sztafeta 3x5 km        | 46:25,3  | -      | -            |

### Puchar Świata

#### Miejsca w klasyfikacji generalnej
- sezon 1983/1984: 41.

#### Miejsca na podium
Krogstad nigdy nie stała na podium zawodów PŚ.